# Griffiniana
Griffiniana är ett släkte av insekter. Griffiniana ingår i familjen vårtbitare.
Kladogram enligt Catalogue of Life:
| Griffiniana | \| \| Griffiniana capensis \| \| \| \| \| \| Griffiniana pedestris \| \| \| \| |
|             | \| \| Griffiniana capensis \| \| \| \| \| \| Griffiniana pedestris \| \| \| \| |
|             | Griffiniana capensis                                                           |
|             |                                                                                |
|             | Griffiniana pedestris                                                          |
|             |                                                                                |